# Platypalpus vividus
Platypalpus vividus is een vliegensoort uit de familie van de Hybotidae. De wetenschappelijke naam van de soort is voor het eerst geldig gepubliceerd in 1838 door Meigen.